# Paul Amman
Paul Amman (Breslavia, 31 de agosto de 1634 - Leipzig, 4 de febrero de 1691) fue un médico y botánico alemán.

## Biografía
Amman nació en Breslau (actual Wrocław) en 1634. En 1662 recibió el título de doctor en Física por la Universidad de Leipzig, y en 1664 fue admitido como miembro de la sociedad Naturae Curiosorum, bajo el nombre de Dryander. Poco tiempo después fue elegido profesor extraordinario de Medicina en esa misma universidad, y en 1674 fue promovido al puesto de Botánica, que cambió   en 1682  por el de Fisiología. Amman murió en Leipzig en 1691. Parece que fue un hombre de espíritu crítico y de gran conocimiento.

## Obras
Sus principales trabajos son:
- Medicina Critica (1670)
- Paraenesis ad Docentes occupata circa Institutionum Medicarum Emendationem (1673)
- Irenicum Numae Pompilii cum Hippocrate (1689)
- Supellex Botanica (1675)
- Character Naturalis Plantarum (1676)

## Honores

### Eponimia
- (Lythraceae) Ammannia L.[2]